# قرار مجلس الأمن التابع للأمم المتحدة رقم 1080
قرار مجلس الأمن التابع للأمم المتحدة رقم 1080، المتخذ بالإجماع في 15 تشرين الثاني / نوفمبر 1996، بعد إعادة التأكيد على القرار 1078 (1996) بشأن الحالة في منطقة البحيرات الكبرى الأفريقية، أنشأ المجلس، بموجب الفصل السابع من ميثاق الأمم المتحدة، قوة إنسانية متعددة الجنسيات في زائير الشرقية.
واعترف مجلس الأمن بالحاجة الملحة إلى معالجة الوضع في شرق زائير. وهناك حاجة ملحة لعقد مؤتمر بشأن السلام والأمن والتنمية في منطقة البحيرات الكبرى تحت رعاية الأمم المتحدة ومنظمة الوحدة الأفريقية.
وبموجب الفصل السابع، دعا القرار مرة أخرى إلى وقف فوري لإطلاق النار وأدان جميع الأعمال العدائية في المنطقة. وفي غضون ذلك، كانت هناك عروض من الدول الأعضاء تتعلق بإنشاء قوة إنسانية مؤقتة لمساعدة اللاجئين والنازحين في شرق زائير ومساعدة الراغبين في العودة إلى رواندا، وكان الهدف أيضًا هو منع انتشار الأزمة في أماكن أخرى. وحث البلدان على استخدام جميع التدابير الممكنة. وكانت كندا قد عرضت قيادة القوة التي استقبلت 10 آلاف جندي من 20 دولة. وستنتهي العملية في 31 آذار / مارس 1997، ما لم تتحقق أهداف البعثة في وقت سابق. تم إنشاء صندوق استئماني طوعي لتلقي التمويل للعملية.
ثم قرر المجلس إنشاء عملية متابعة ستخلف القوة المتعددة الجنسيات، وفي هذا الصدد طلب من الأمين العام بطرس بطرس غالي النظر في ولاية ونطاق وحجم ومدة هذه القوة في تقرير يقدمه في موعد لا يتجاوز 1 كانون الثاني (يناير) 1997.

## روابط خارجية
- نص القرار في undocs.org